# Era Galattica
L'Era Galattica (abbreviato come E. G.) è una datazione fittizia nell'ambito dei romanzi del ciclo della Fondazione e ciclo dell'Impero di Isaac Asimov
L'era ha inizio con l'insediamento del primo imperatore della Galassia, Frankenn I, capostipite della dinastia dei Kamble, come citato per la prima volta nel romanzo Paria dei cieli.
La datazione galattica diventa obsoleta con la caduta dello stesso impero e sostituito dall'Era della Fondazione, che ha inizio nel 12069 E. G., con la creazione della Fondazione su Terminus.

## Collocazione dell'Era Galattica
Non si ha cronologia precisa della creazione dell'Impero con capitale Trantor. Gli indizi relativi, citati nei vari romanzi dell'autore russo americano, sono spesso discordanti.
Nel romanzo Paria dei cieli, ambientato nell'826 E. G., si accenna a dei siti archeologici antichi di cinquantamila anni, a testimonianza degli albori dell'espansione dell'Uomo nella galassia, ipotesi suffragata in Fondazione, sito diecimila anni dopo, dove si suppone una pari antichità dell'impiego umano dell'energia atomica.
L'alba dell'Impero viene ridimensionata nella produzione asimoviana successiva, intorno al XIV millennio d.C. L'epoca è deducibile dell'età fantastica di ventimila anni del robot R. Daneel Olivaw, costruito nel V millennio d.C. e che compare nell'epilogo di Fondazione e Terra, vicenda datata nell'anno 12500 circa dell'Era Galattica.
Tale incongruenza viene giustificata dall'assenza di una storiografia documentata, con dati oramai persi nella nebbia della leggenda, arrivando a dubitare dello stesso mondo d'origine dell'Umanità.